# Levantamento de peso nos Jogos Sul-Americanos de 2022
O levantamento de peso nos Jogos Sul-Americanos de 2022, realizado em  Assunção, foi disputado entre 2 e 5 de outubro de 2022 no Pavilhão 1 do SND.

## Cronograma
O cronograma da competição foi o seguinte:
| DataEvento | Dom 2 | Seg 3 | Ter 4 | Qua 5 |
| ---------- | ----- | ----- | ----- | ----- |
| –61 kg     | F     |       |       |       |
| –67 kg     | F     |       |       |       |
| –73 kg     | F     |       |       |       |
| –81 kg     |       | F     |       |       |
| –96 kg     |       |       | F     |       |
| –109 kg    |       |       |       | F     |
| +109 kg    |       |       |       | F     |

| F | Final |

| DataEvento | Dom 2 | Seg 3 | Ter 4 | Qua 5 |
| ---------- | ----- | ----- | ----- | ----- |
| –49 kg     | F     |       |       |       |
| –55 kg     |       | F     |       |       |
| –59 kg     |       | F     |       |       |
| –64 kg     |       |       | F     |       |
| –76 kg     |       |       | F     |       |
| –87 kg     |       |       |       | F     |
| +87 kg     |       |       |       | F     |

## Sumário de medalhas

### Quadro de medalhas
| Pos.               | País               | Ouro | Prata | Bronze | Total |
| ------------------ | ------------------ | ---- | ----- | ------ | ----- |
| 1                  | Colômbia           | 5    | 5     | 2      | 12    |
| 2                  | Venezuela          | 4    | 3     | 4      | 11    |
| 3                  | Equador            | 4    | 2     | 0      | 6     |
| 4                  | Brasil             | 1    | 2     | 4      | 7     |
| 5                  | Peru               | 0    | 2     | 0      | 2     |
| 6                  | Argentina          | 0    | 0     | 2      | 2     |
| 6                  | Chile              | 0    | 0     | 2      | 2     |
| Total (7 entradas) | Total (7 entradas) | 14   | 14    | 14     | 42    |

### Medalhistas

#### Masculinos
| Evento  | Ouro                            | Ouro   | Prata                            | Prata  | Bronze                      | Bronze |
| ------- | ------------------------------- | ------ | -------------------------------- | ------ | --------------------------- | ------ |
| –61 kg  | Thiago Silva · Brasil           | 271 kg | Habib de las Salas · Colômbia    | 268 kg | Wilkeinner Lugo · Venezuela | 261 kg |
| –67 kg  | Francisco Mosquera · Colômbia   | 317 kg | Jair Reyes · Equador             | 316 kg | Reinner Arango · Venezuela  | 297 kg |
| –73 kg  | Julio Mayora · Venezuela        | 311 kg | Walter Beleño Cogollo · Colômbia | 303 kg | Josué da Silva · Brasil     | 290 kg |
| –81 kg  | Gustavo Maldonado · Colômbia    | 335 kg | Iván Escudero · Equador          | 335 kg | Darvin Castro · Venezuela   | 321 kg |
| –96 kg  | Keydomar Vallenilla · Venezuela | 394 kg | Brayan Rodallegas · Colômbia     | 360 kg | Marco Machado · Brasil      | 351 kg |
| –109 kg | Jhohan Sanguino · Venezuela     | 363 kg | Hernán Viera · Peru              | 346 kg | Camilo Zapata · Chile       | 325 kg |
| +109 kg | Dixon Arroyo · Equador          | 372 kg | Luis Quiñones · Colômbia         | 360 kg | Roman Velásquez · Chile     | 307 kg |

#### Femininos
| Evento | Ouro                          | Ouro   | Prata                         | Prata  | Bronze                           | Bronze |
| ------ | ----------------------------- | ------ | ----------------------------- | ------ | -------------------------------- | ------ |
| –49 kg | Katherin Echandia · Venezuela | 187 kg | Nathasha Figueiredo · Brasil  | 186 kg | Yineth Santoya · Colômbia        | 160 kg |
| –55 kg | Rosalba Morales · Colômbia    | 201 kg | Shoely Mego · Peru            | 192 kg | Letícia Moraes · Brasil          | 191 kg |
| –59 kg | Yenny Álvarez · Colômbia      | 220 kg | Génesis Rodríguez · Venezuela | 217 kg | María Luz Casadevall · Argentina | 208 kg |
| –64 kg | Natalia Llamosa · Colômbia    | 220 kg | Anyelin Venegas · Venezuela   | 210 kg | Tatiana Ullua · Argentina        | 203 kg |
| –76 kg | Angie Palacios · Equador      | 247 kg | Mari Sánchez · Colômbia       | 240 kg | Amanda Schott · Brasil           | 233 kg |
| –87 kg | Neisi Dajomes · Equador       | 250 kg | Laura Amaro · Brasil          | 247 kg | Dayana Chirinos · Venezuela      | 242 kg |
| +87 kg | Lisseth Ayoví · Equador       | 265 kg | Yaniuska Espinosa · Venezuela | 247 kg | Yeinny Geles · Colômbia          | 246 kg |